# Hecamede maritima
Hecamede maritima är en tvåvingeart som beskrevs av Wayne N. Mathis 1993. Hecamede maritima ingår i släktet Hecamede och familjen vattenflugor.
Artens utbredningsområde är Egypten. Inga underarter finns listade i Catalogue of Life.